# 霍斯特羅波多良斯凱
46°13′59″N 32°53′34″E / 46.23306°N 32.89278°E
霍斯特羅波多良斯凯（烏克蘭語：Гостроподолянське）是位於烏克蘭南部的村莊，由赫爾松州斯卡多夫斯克區的斯卡多夫斯克市鎮負責管轄。該村村落始建於1929年，面積0.8平方公里，海拔高度23米，2001年人口336，人口密度每平方公里422.6人。